# مطار سان دييغو الدولي
مطار سان دييغو الدولي (بالإنجليزية: San Diego International Airport)‏(إياتا: SAN، إيكاو: KSAN، معرف الموقع إف إيه إيه: SAN) هو مطار دولي يقع في سان دييغو، كاليفورنيا. تأسس في 1928. تملكها وتديرها هيئة المطار الإقليمي في مقاطعة سان دييغو. المطار مبني على مساحة 663 فدانًا (268 هكتارًا) وهو ثالث أكثر المطارات ازدحامًا في كاليفورنيا من حيث حركة الركاب.
يعد مطار سان دييغو الدولي أكثر المطارات ذات المدرج الواحد ازدحامًا في العالم. يُعرف نهج الهبوط المطار بقربه من ناطحات السحاب في وسط مدينة سان دييغو ، ويمكن أن يكون صعبًا في بعض الأحيان على الطيارين بسبب المدرج القصير نسبيًا وزاوية الهبوط شديدة الانحدار فوق قمة قمة سان دييغو وتيارات الرياح المتغيرة قبل الهبوط مباشرة. المطار في ممجال جنوب كاليفورنيا TRACONالجوي وهو أحد أكثر المجالات الجوية ازدحامًا في العالم.

## شركات الطيران والوجهات
| شركـات طيـران            | الوجهات | Refs   |
| ------------------------ | --- | ------ |
| طيران كندا               | مطار تورونتو بيرسون الدولي موسمي: مطار مونتريال الدولي |        |
| Air Canada Express       | مطار فانكوفر الدولي | [ 13 ] |
| خطوط آلاسكا الجوية       | مطار هارتسفيلد جاكسون (تبدأ في 16 مايو 2024)، مطار أوستن برغستروم الدولي، Boise، مطار لوجان الدولي، Eugene، مطار باين فيلد، Fresno، مطار هونولولو الدولي، Kahului، Kailua-Kona، Lihue، Monterey، مطار نيوآرك ليبرتي الدولي، مطار جون إف كينيدي الدولي، مطار أورلاندو الدولي، مطار بورتلاند الدولي، Puerto Vallarta ‏، Redmond/Bend، Sacramento، مطار سان فرانسيسكو الدولي، مطار سان خوسيه الدولي، San José del Cabo ‏، San Luis Obispo ‏، Santa Rosa ‏، مطار سياتل تاكوما الدولي، Spokane، مطار واشنطن دولس الدولي موسمي: مطار تيد ستيفنز أنكوراج الدولي (تبدأ في 17 مايو 2024)، Bozeman، Cancún، Fort Lauderdale ‏، Glacier Park/Kalispell ‏، Hayden/Steamboat Springs ‏، Ixtapa/Zihuatanejo (begins December 23، 2023)، Jackson Hole ‏، Missoula، مطار سولت ليك سيتي الدولي، مطار تامبا الدولي                                                                               | [ 18 ] |
| أليجانت للطيران          | Bellingham، مطار هاري ريد الدولي، Provo موسمي: Billings، Des Moines ‏، El Paso ‏، Eugene، Idaho Falls ‏، Medford، Sioux Falls ‏ | [ 19 ] |
| الخطوط الجوية الأمريكية  | مطار شارلوت دوغلاس الدولي، مطار أوهير الدولي، مطار دالاس فورت ورث الدولي، مطار ميامي الدولي، مطار فيلادلفيا الدولي، مطار فينيكس سكاي هاربر الدولي | [ 20 ] |
| الخطوط الجوية البريطانية | مطار لندن هيثرو | [ 21 ] |
| خطوط دلتا الجوية         | مطار هارتسفيلد جاكسون، مطار لوجان الدولي، مطار ديترويت، مطار منيابولس سانت بول الدولي، مطار جون إف كينيدي الدولي، مطار سولت ليك سيتي الدولي، مطار سياتل تاكوما الدولي | [ 22 ] |
| Delta Connection         | مطار هاري ريد الدولي، مطار لوس أنجلوس الدولي | [ 22 ] |
| خطوط فرونتير الجوية      | مطار دالاس فورت ورث الدولي، مطار دنفر الدولي، مطار هاري ريد الدولي، مطار فينيكس سكاي هاربر الدولي موسمي: مطار هارتسفيلد جاكسون، Cleveland، مطار أورلاندو الدولي | [ 23 ] |
| خطوط هاواي الجوية        | مطار هونولولو الدولي، Kahului | [ 24 ] |
| الخطوط الجوية اليابانية  | مطار ناريتا الدولي | [ 25 ] |
| خطوط جيت بلو الجوية      | مطار لوجان الدولي، Fort Lauderdale ‏، مطار جون إف كينيدي الدولي | [ 26 ] |
| لوفتهانزا                | مطار ميونخ الدولي | [ 27 ] |
| خطوط ساوث ويست الجوية    | Albuquerque، مطار هارتسفيلد جاكسون، مطار أوستن برغستروم الدولي، مطار بالتيمور واشنطن الدولي، مطار ميدواي الدولي، Dallas–Love، مطار دنفر الدولي، El Paso ‏، مطار هونولولو الدولي، Houston–Hobby، Kansas City ‏، مطار هاري ريد الدولي، مطار ناشفيل الدولي، مطار نيو اورليانز لويس أرمسترونغ الدولي، مطار أوكلاند الدولي (الولايات المتحدة)، مطار فينيكس سكاي هاربر الدولي، مطار بورتلاند الدولي، مطار رينو تاهو الدولي، Sacramento، مطار سولت ليك سيتي الدولي، مطار سان أنطونيو الدولي، مطار سان فرانسيسكو الدولي، مطار سان خوسيه الدولي، San José del Cabo ‏، مطار سانت لويس الدولي، مطار توسان الدولي موسمي: Boise (تستأنف في 14 يناير 2024)، Colorado Springs ‏، Columbus–Glenn (تستأنف في 8 يونيو 2024)، Eugene، مطار إنديانابوليس الدولي، Milwaukee (تستأنف في 8 يونيو 2024)، مطار بيتسبرغ الدولي ‏ (تستأنف في 8 يونيو 2024)، مطار تامبا الدولي (تستأنف في 8 يونيو 2024) | [ 29 ] |
| خطوط سبيريت الجوية       | مطار دالاس فورت ورث الدولي، مطار هاري ريد الدولي، مطار أوكلاند الدولي (الولايات المتحدة)، Sacramento (تبدأ في 5 أبريل 2024)، مطار سان خوسيه الدولي | [ 31 ] |
| خطوط بلاد الشمس الجوية   | مطار منيابولس سانت بول الدولي | [ 32 ] |
| الخطوط الجوية المتحدة    | مطار أوهير الدولي، مطار دنفر الدولي، مطار جورج بوش الدولي، مطار نيوآرك ليبرتي الدولي، مطار سان فرانسيسكو الدولي، مطار واشنطن دولس الدولي | [ 33 ] |
| United Express           | مطار لوس أنجلوس الدولي | [ 33 ] |
| ويست جت إيرلاينز ‏        | مطار كالغاري الدولي موسمي: مطار فانكوفر الدولي | [ 34 ] |

## الإحصائيات

### أهم الوجهات
| الرتبة | المدينة                                | الركاب  | الناقل                              |
| ------ | -------------------------------------- | ------- | ----------------------------------- |
| 1      | مطار هاري ريد الدولي                   | 837,000 | أليجانت, فرونتير, ساوث ويست, سيبريت |
| 2      | مطار دنفر الدولي                       | 709,000 | فرونتير, ساوث ويست, المتحدة         |
| 3      | مطار سان خوسيه الدولي                  | 660,000 | آلاسكا, ساوث ويست                   |
| 4      | Sacramento, California                 | 657,000 | آلاسكا, ساوث ويست                   |
| 5      | مطار فينيكس سكاي هاربر الدولي          | 637,000 | الأمريكية, فرونتير, ساوث ويست       |
| 6      | مطار سياتل تاكوما الدولي               | 623,000 | آلاسكا, دلتا                        |
| 7      | مطار سان فرانسيسكو الدولي              | 618,000 | آلاسكا, ساوث ويست, المتحدة          |
| 8      | مطار دالاس فورت ورث الدولي             | 538,000 | الأمريكية, فرونتير                  |
| 9      | مطار أوكلاند الدولي (الولايات المتحدة) | 432,000 | ساوث ويست, سيبريت                   |
| 10     | مطار أوهير الدولي                      | 399,000 | الأمريكية, المتحدة                  |

| الرتبة | المدينة                    | الركاب  | الناقل               |
| ------ | -------------------------- | ------- | -------------------- |
| 1      | San José del Cabo, Mexico ‏ | 133,192 | آلاسكا, ساوث ويست    |
| 2      | مطار لندن هيثرو            | 121,978 | البريطانية           |
| 3      | مطار فانكوفر الدولي        | 85,308  | طيران كندا, ويست جيت |
| 4      | مطار ميونخ الدولي          | 57,635  | لوفتهانزا            |
| 5      | مطار تورونتو بيرسون الدولي | 52,544  | طيران كندا           |
| 6      | Puerto Vallarta, Mexico ‏   | 44,987  | آلاسكا               |
| 7      | مطار ناريتا الدولي         | 38,870  | اليابانية            |
| 8      | مطار كالغاري الدولي        | 33,876  | ويست جيت             |
| 9      | مطار مونتريال الدولي       | 14,911  | طيران كندا           |
| 10     | Cancún, Mexico             | 8,797   | آلاسكا               |

### شركات الطيران
| الرتبة | الناثل                  | الركاب    | الحصة  |
| ------ | ----------------------- | --------- | ------ |
| 1      | خطوط ساوث ويست الجوية   | 7,901,000 | 36.94% |
| 2      | الخطوط الجوية المتحدة   | 2,640,000 | 12.34% |
| 3      | خطوط دلتا الجوية        | 2,614,000 | 12.22% |
| 4      | الخطوط الجوية الأمريكية | 2,427,000 | 11.35% |
| 5      | خطوط آلاسكا الجوية      | 2,291,000 | 10.71% |
| 6      | آخرى                    | 3,517,000 | 16.44% |

## وصلات خارجية
- الموقع الإلكتروني